# 마스크 (음악 그룹)
마스크는 대한민국의 4인조 남자 음악 그룹이다. 2016년 미니 앨범 [Strange]로 데뷔했다. 2020년 10월 18일에 공식 해체 하였다.

## 이전 구성원
| 이름   | 소개 |
| ------ | --- |
| 우수   | - 본명 : 우영수 - 생년월일 : 1989년 9월 5일(35세) - 출생지 : 대한민국 - 활동기간 : 2016년 8월 19일 ~ 2020년 10월 18일                                            |
| 희재   | - 본명 : 유희재 - 생년월일 : 1994년 2월 22일(31세) - 출생지 : 대한민국 - 관련활동 : 현재 세븐어스 멤버로 활동 중 - 활동기간 : 2016년 8월 19일 ~ 2020년 10월 18일 |
| 이레   | - 본명 : 이종희 - 생년월일 : 1994년 3월 25일(31세) - 출생지 : 대한민국 - 관련활동 : 현재 세븐어스 멤버로 활동 중 - 활동기간 : 2017년 5월 ~ 2020년 10월 18일      |
| 루오   | - 본명 : 송루오 - 생년월일 : 1998년 7월 8일(26세) - 출생지 : 대한민국 - 관련활동 : 현재 디그니티 멤버로 활동 중 - 활동기간 : 2017년 5월 ~ 2020년 10월 18일       |
| 이륙   | - 본명 : 김지훈 - 생년월일 : 1990년 2월 22일(35세) - 출생지 : 대한민국 - 활동기간 : 2016년 8월 19일 ~ 2018년 7월                                                 |
| 에이스 | - 본명 : 김제태 - 생년월일 : 1990년 5월 11일(34세) - 출생지 : 대한민국 - 활동기간 : 2016년 8월 19일 ~ 2018년 7월                                                 |
| 치빈   | - 본명 : 전치빈 - 생년월일 : 1998년 1월 14일(27세) - 출생지 : 대한민국 - 활동기간 : 2017년 5월 ~ 2018년 7월                                                      |
| 도은   | - 본명 : 김도은 - 생년월일 : 1993년 6월 4일(31세) - 출생지 : 대한민국 - 활동기간 : 2017년 5월 ~ 2018년 10월                                                      |

## 방송
- Peak Time (2023)

## 음반
- Strange (2016)
- Tina (티나) (2017)
- 다해 (Do It) (2017)
- MASCHERA (2019)

## 공연
- 2016 인천공항 SKY FESTIVAL (2016)
- All That K-POP (2016)
- 아이돌콘(idolCON) (2017)
- 팬덤스쿨 2017 코리아 뮤직 페스티벌 (2017)